# Крулак, Чарльз Чандлер
Чарльз Чандлер Крулак (род. 4 марта 1942) — 31-й комендант корпуса морской пехоты США (1 июля 1995 — 30 июня 1999). Сын генерал-лейтенанта морской пехоты Виктора Крулака, служившего в ходе второй мировой, корейской и вьетнамкой войн. Неисполнительный директор английского футбольного клуба «Астон Вилла». 13-й президент Южного Бирмингемского колледжа.

## Биография
Родился в 1942 году в Куантико, штат Виргиния в семье Виктора и Эми (урожд. Чандлер). В 1960 окончил академию Филлипса в Эксетере в г. Эксетер, штат Нью-Гэмпшир. В 1964 закончил военно-морскую академию со степенью бакалавра. Также в 1973 году получил степень магистра по трудовым отношениям в университете Джорджа Вашингтона. В 1968 году закончил военную школу механизированного десанта, в 1976 командный колледж армии и генерального штаба, в 1982 году — национальный военный колледж.

### Военная карьера
После завершения базовой школы на базе морской пехоты в Куантико Крулак занимал множество командных и штабных постов. Во время двух сроков во Вьетнаме он служил командиром взвода и двух стрелковых рот. Занимал пост командующего офицера отдела специальной подготовки рекрутов на учебной базе рекрутов морской пехоты в Сан-Диего, штат Калифорния (1966—1968), командующего офицера школы антипартизанской войны, северной тренировочной базы на острове Окинава (1970), офицера роты в военно-морской академии (1970—1973), командующего офицера казарм морской пехоты на Северной военно-морской базе, штат Калифорния (1973—1976) и командующего офицера 3-го батальона 3-го полка морской пехоты.
В число штабных назначений Крулака входят: офицер оперативного отдела 2-го батальона 9-го полка морской пехоты (1977—1978); глава отдела контроля боевого вооружения в штабе Корпуса морской пехоты, Вашингтон (1978—1979); исполнительный помощник директора по управлению персоналом там же (1979—1981); офицер отдела планирования сил морской пехоты на Тихом океане, база Кемп-Смит, Гавайи (1982—1983); старший помощник командира 3-го полка морской пехоты, 1-й экспедиционной бригады морской пехоты; помощник начальника штаба морских кораблей предварительного базирования 1-й экспедиционной бригады морской пехоты; помощник начальника штаба по оперативным действиям там же, военный помощник министра обороны по командованию, контролю, связи и разведке.
В сентябре Крулак стал заместителем директора военного управления Белого дома. Находясь в этой должности, он был повышен до бригадного генерала в ноябре 1988. Он был направлен на соответствующую должность 5 июня 1989 и 10 июля 1989 стал командующим генералом 10-й экспедиционной бригады морской пехоты/помощником командира 2-й дивизии морской пехоты, атлантических сил морской пехоты на базе морской пехоты Кемп-Леджен, (штат Северная Каролина). 1 июня 1990 он принял пост командующего генерала 2-й группы снабжения морской пехоты/ командующего генерала 6-й экспедиционной бригады морской пехоты атлантических сил морской пехоты и командовал 2-й группой снабжения в ходе войны в Персидском заливе. На этой должности он прослужил до 12 июля 1991 после чего 5 августа 1991 был назначен помощником заместителя главы штаба по личному составу и резервам (управление персоналом/управление закупками). 20 марта 1992 он был произведён в генерал-майоры. 24 августа 1992 Крулак стал командующим генералом командования по боевому развитию корпуса морской пехоты (база Куантико, штат Виргиния). 1 сентября 1992 он был произведён в генерал-лейтенанты. 22 июля 1994 он был назначен на пост командующего тихоокеанскими силами морской пехоты/командующего генерала тихоокеанских сил морской пехоты. В марте 1995 Крулак был рекомендован на пост коменданта корпуса морской пехоты. 29 июня он был произведён в полные генералы и 30 июня 1995 принял пост 31-го коменданта корпуса морской пехоты. 30 июня 1999 он передал пост коменданта генералу Джеймсу Л. Джонсу.

### После отставки
В 1997 году стал пожизненным членом организации Sons of the Revolution штата Калифорния.
На посту коменданта он привлёк некоторое внимание своим обычаем доставлять рождественское печенье на каждый пост морской пехоты в Вашингтоне.
В сентябре 1999 года Крулак вступил в ряды банковского холдинга MBNA America в качестве главного администратора, ответственного за персонал, премии, компенсации, образование и прочие административные вопросы. Также он служил на посту вице-председателя и главного исполнительного директора MBNA Europe (2001—2005), размещавшегося в кампусе университета Честер (Великобритания). Он также был вице-председателем и главным исполнительным директором MBNA Corporation (2004—2005). В 2005 Крулак ушёл из MBNA.
После приобретения английского футбольного клуба Aston Villa председателем MBNA Рэнди Лернером в августе 2006 Крулак вошёл в совет клуба как не=исполнительный директор, где много работал, чтобы претворить в жизнь злополучный пятилетний план Лернера по выводу клуба в Лигу чемпионов постоянно размещая сообщения на различных форумах болельщиков. Однако после внезапной остановки оптимистического проекта Лернера Крулак быстро пропал из форумов также как и Лернер из Villa Park. Болельщики часто называли Крулака на форумах «генералом».
Крулак также работал в совете компаний ConocoPhillips, Freeport-McMoran (ранее известной как Phelps Dodge Corporation) и Union Pacific Corporation. Он также служил в консультативном совете национальной некоммерческой организации Hope For The Warriors, обеспечивающей полный цикл немедицинского обслуживания для раненых служащих, их семей и семей погибших [на службе] в каждом роду войск.
21 марта 2011 Крулак был избран 13-м президентом южного бирмингемского колледжа в г. Бирмингем (штат Алабама), летом 2015 он ушёл в отставку с этого поста.
В настоящее время Крулак является вице-председателем совета директоров колледжа Sweet Briar, куда вошёл летом 2015 года.

### Вклад
Генерал Крулак известен концепциями «капрала-стратега» и «трёхблочной войны», вынесенными из ключевых уроков, полученных в ходе боевых действий в Сомали, Гаити и Боснии. Эти концепции всё ещё рассматриваются как жизненные в понимании растущей сложности современного поля боя.
Генерал Крулак объяснил часть своей философии в интервью писателю Тому Клэнси, которое последний опубликовал в своей документальной книге Marine. Клэнси отзывается о Крулаке как о «князе-воине корпуса».
Крулак также переписал базовый учебный текст боевой подготовки морских пехотинцев MCDP-1: Warfighting, внеся свои теории о действиях на современном поле боя.
Находясь на посту коменданта корпуса, Крулак имел привычку при посещении частей морской пехоты всегда смешиваться с низшими чинами, что принесло ему большое уважение и популярность, но очень огорчало его телохранителей, которым предписывалось быть на расстоянии вытянутой руки от коменданта.
Генерал Крулак женат на Занди Мейерс из Аннаполиса. У них есть два сына: Дэвид и Тодд и пятеро внуков и внучек: Брайан, Кэти, Мэри, Мэтью и Чарльз. Чарльз Крулак — сын генерал-лейтенанта Виктора Г.Крулака-старшего и младший брат коммандера Виктора Г.Крулака-младшего из корпуса капелланов флота и полковника Уильяма Крулака из резерва корпуса морской пехоты. Генерал Крулак заявил в интервью, что его крёстным отцом был Холланд М. «воющий безумец» Смит.

## Награды
| Бронзовый пучок дубовых листьев       |                            |                                       |  |
| Золотая звезда повторного награждения |                            |                                       |  |
|                                       |                            | Золотая звезда повторного награждения |  |
|                                       |                            | Бронзовая звезда за службу            |  |
|                                       | Бронзовая звезда за службу |                                       |  |
|                                       |                            |                                       |  |
|                                       |                            |                                       |  |
|                                       |                            |                                       |  |
|                                       |                            |                                       |  |

| Медаль министерства обороны «За выдающуюся службу» с бронзовым дубовым листом    |                                                                                  |                                                                                  |                                                                                  | | | | |                                                                     |                                                                     |                                                                     |                                                                     |                                                                 |                                                                 |                                                                 |                                                                 |
| Медаль ВМС «За выдающуюся службу» с одной золотой звездой повторного награждения | Медаль ВМС «За выдающуюся службу» с одной золотой звездой повторного награждения | Медаль ВМС «За выдающуюся службу» с одной золотой звездой повторного награждения | Медаль ВМС «За выдающуюся службу» с одной золотой звездой повторного награждения | Медаль Армии СШа «За выдающуюся службу»                                                            | Медаль Армии СШа «За выдающуюся службу»                                                            | Медаль Армии СШа «За выдающуюся службу»                                                            | Медаль Армии СШа «За выдающуюся службу»                                                            | Медаль ВВС США «За выдающуюся службу»                               | Медаль ВВС США «За выдающуюся службу»                               | Медаль ВВС США «За выдающуюся службу»                               | Медаль ВВС США «За выдающуюся службу»                               | Медаль Береговой охраны США «За выдающуюся службу»              | Медаль Береговой охраны США «За выдающуюся службу»              | Медаль Береговой охраны США «За выдающуюся службу»              | Медаль Береговой охраны США «За выдающуюся службу»              |
| Серебряная звезда                                                                | Серебряная звезда                                                                | Серебряная звезда                                                                | Серебряная звезда                                                                | Бронзовая звезда с кластером «V» и двумя звёздами повторного награждения.                          | Бронзовая звезда с кластером «V» и двумя звёздами повторного награждения.                          | Бронзовая звезда с кластером «V» и двумя звёздами повторного награждения.                          | Бронзовая звезда с кластером «V» и двумя звёздами повторного награждения.                          | Пурпурное сердце с золотой звездой повторного награждения           | Пурпурное сердце с золотой звездой повторного награждения           | Пурпурное сердце с золотой звездой повторного награждения           | Пурпурное сердце с золотой звездой повторного награждения           | Медаль похвальной службы                                        | Медаль похвальной службы                                        | Медаль похвальной службы                                        | Медаль похвальной службы                                        |
| Похвальная медаль (ВМС)                                                          | Похвальная медаль (ВМС)                                                          | Похвальная медаль (ВМС)                                                          | Похвальная медаль (ВМС)                                                          | Боевая ленточка                                                                                    | Боевая ленточка                                                                                    | Боевая ленточка                                                                                    | Боевая ленточка                                                                                    | Президентская благодарность подразделению с одной звездой за службу | Президентская благодарность подразделению с одной звездой за службу | Президентская благодарность подразделению с одной звездой за службу | Президентская благодарность подразделению с одной звездой за службу | Благодарность части Военно-морского флота                       | Благодарность части Военно-морского флота                       | Благодарность части Военно-морского флота                       | Благодарность части Военно-морского флота                       |
| Похвальная благодарность армейской воинской части                                | Похвальная благодарность армейской воинской части                                | Похвальная благодарность армейской воинской части                                | Похвальная благодарность армейской воинской части                                | Медаль за службу национальной обороне с одной звездой за службу                                    | Медаль за службу национальной обороне с одной звездой за службу                                    | Медаль за службу национальной обороне с одной звездой за службу                                    | Медаль за службу национальной обороне с одной звездой за службу                                    | Медаль «За службу во Вьетнаме» с шестью звёздами за службу          | Медаль «За службу во Вьетнаме» с шестью звёздами за службу          | Медаль «За службу во Вьетнаме» с шестью звёздами за службу          | Медаль «За службу во Вьетнаме» с шестью звёздами за службу          | Медаль за службу в Юго-Западной Азии с тремя звёздами за службу | Медаль за службу в Юго-Западной Азии с тремя звёздами за службу | Медаль за службу в Юго-Западной Азии с тремя звёздами за службу | Медаль за службу в Юго-Западной Азии с тремя звёздами за службу |
| Лента ВМС и морской пехоты за военное развёртывание с двумя звёздами за службу   | Лента ВМС и морской пехоты за военное развёртывание с двумя звёздами за службу   | Лента ВМС и морской пехоты за военное развёртывание с двумя звёздами за службу   | Лента ВМС и морской пехоты за военное развёртывание с двумя звёздами за службу   | Крест за храбрость с пальмовым листом, серебряной и бронзовой звёздами за службу — (Южный Вьетнам) | Крест за храбрость с пальмовым листом, серебряной и бронзовой звёздами за службу — (Южный Вьетнам) | Крест за храбрость с пальмовым листом, серебряной и бронзовой звёздами за службу — (Южный Вьетнам) | Крест за храбрость с пальмовым листом, серебряной и бронзовой звёздами за службу — (Южный Вьетнам) | Орден Почётного легиона, Франция командор                           | Орден Почётного легиона, Франция командор                           | Орден Почётного легиона, Франция командор                           | Орден Почётного легиона, Франция командор                           |                                                                 |                                                                 |                                                                 |                                                                 |
| Медаль «За гражданские действия» — (Южный Вьетнам)                               | Медаль «За гражданские действия» — (Южный Вьетнам)                               | Медаль «За гражданские действия» — (Южный Вьетнам)                               | Медаль «За гражданские действия» — (Южный Вьетнам)                               | Медаль вьетнамской кампании                                                                        | Медаль вьетнамской кампании                                                                        | Медаль вьетнамской кампании                                                                        | Медаль вьетнамской кампании                                                                        | Медаль Освобождения Кувейта — (Саудовская Аравия)                   | Медаль Освобождения Кувейта — (Саудовская Аравия)                   | Медаль Освобождения Кувейта — (Саудовская Аравия)                   | Медаль Освобождения Кувейта — (Саудовская Аравия)                   | Медаль Освобождения — (Кувейт)                                  | Медаль Освобождения — (Кувейт)                                  | Медаль Освобождения — (Кувейт)                                  | Медаль Освобождения — (Кувейт)                                  |
| Эмблема президентской службы США                                                 | Эмблема президентской службы США                                                 | Эмблема президентской службы США                                                 | Эмблема президентской службы США                                                 | Эмблема президентской службы США                                                                   | Эмблема службы министра обороны США                                                                | Эмблема службы министра обороны США                                                                | Эмблема службы министра обороны США                                                                | Эмблема службы министра обороны США                                 | Эмблема службы министра обороны США                                 | Эмблема службы министра обороны США                                 | Эмблема службы объединенного комитета начальников штабов США        | Эмблема службы объединенного комитета начальников штабов США    | Эмблема службы объединенного комитета начальников штабов США    | Эмблема службы объединенного комитета начальников штабов США    | Эмблема службы объединенного комитета начальников штабов США    |